# Jasenovac Zagorski
Jasenovac Zagorski is een plaats in de gemeente Krapinske Toplice in de Kroatische provincie Krapina-Zagorje. De plaats telt 94 inwoners (2001).